# Juan Soreda
Juan Soreda, actif de 1506 à 1537, est un peintre de la Renaissance espagnole dont seulement quatre ou cinq œuvres sont en circulation ou conservées dans des musées.

## Biographie

### Formation
Un moment confondu avec Juan de Pereda, Juan Soreda porte un nom catalan ou valencien et a dû faire son apprentissage dans cette région.
Il a pu ainsi se former au contact de Pablo de San Leocadio, Osona et Yanez,, dont on retrouve l'influence dans ses œuvres castillanes de Burgo de Osma et Soria où il vient travailler dans les deux premières décennies du XVIe siècle. 
À partir de 1503 il réalise divers retables dans des églises des diocèses de Tolède et Sigüenza, associé à Fernando del Rincón.
Dans les panneaux du retable de la collégiale de Bolea (Huesca) se reflète l'emprise du castillan Juan de Borgoña. 
Influences étrangères
On ne sait pas s'il a voyagé en Italie, mais son œuvre témoigne de l'influence des grands artistes italiens de cette époque, en particulier Raphaël dont on perçoit l'influence dans le retable de Ste Livrade à Sigüenza, et Michel-Ange dont il reprend l'animation, la puissance et le goût de la reproduction des nus, particulièrement dans la scène du Martyre de saint Pélage à Olivares del Duero (Valladolid). 
Il a probablement également vu des gravures qui lui ont permis de découvrir  l'art nordique de Dürer.

### Maturité
En 1507, il a reçu un premier versement pour le retable de Luzón (Guadalajara), dont certains panneaux sont allés à l'église de Torremocha del Pinar dans la même province. Les paiements ont continué jusqu'à 1512. Le document rédigé par un fonctionnaire en sa présence, indique qu'il avait déjà à cette époque un atelier d'une certaine importance. Les panneaux de Torremocha del Pinar, Annonciation, Visitation, Présentation au Temple et Calvaire, sont jusqu'à présent, la première production connue de Soreda. Ils manifestent la connaissance de l'œuvre de Juan de Borgoña et de Pedro Berruguete, ainsi que la référence à des tableaux italiens, notamment de Marcantonio Raimondi, premier graveur de seconde main, à qui il emprunte la figure de la Vierge, sur le Calvaire. Cette ressource sera constante tout au long de son travail connu.
En 1520-21 et 1523 son nom apparaît dans les comptes de l'œuvre de la cathédrale de Sigüenza (Guadalajara). 
Entre 1526 et 1528, il a travaillé au retable dédié à sainte Livrade pour la Cathédrale de Siguenza. Inséré dans une chapelle funéraire, ce petit retable est décoré de motifs végétaux abondants. À l'exception de la partie supérieure du corps central, les six tableaux sont consacrés à la vie de la sainte :  Livrade et ses sœurs à Catelio, Les sœurs de Livrade délibérant sur son sort, Livrade montre la voie à une de ses sœurs, Décapitation de sainte Livrade et sainte Livrade en Majesté. Le plus intéressant est probablement le dernier, inspiré par le tableau La Vierge du nuage de Raimondi à partir d'une composition de Raphael. À l'arrière de la sainte, le bâtiment central est une réminiscence de L'École d'Athènes sur une plus petite échelle, avec des niches abritant des tableaux de Cupidon et une frise avec quatre travaux d'Hercule en faux marbre. Les allusions au monde classique sont complétées par une série de médaillons d'empereurs et une frise inférieure avec Néréides et les Tritons.
Le retable la paroisse de San Pelayo de Olivares de Duero (Valladolid), a été peint vers 1532 (huile sur bois), et d'abord attribué à Topaz. San Pelayo est un jeune courdouan martyrisé par Abd al-Rahman III, et canonisé par l’Église catholique, comme exemple de vertu de la chasteté juvénile. Les premières panneaux racontent la légende du saint. On y perçoit l'interêt de Soreda pour la figure humaine et les nus masculins, comme on le voit dans la scène de sa torture (110 × 85 cm). Les aspects les plus dramatiques sont évités. Composé de 51 tableaux, on peut apprécier dans ce retable la participation des différents compagnons de l'atelier à qui Soreda a demandé de suivre les gravures de Lucas van Leyden, Dürer ou Raimondi. On y voit aussi la reproduction des fresques de Michel-Ange à la Chapelle Sixtine, utilisée dans les représentations des prophètes et sibylles de la prédelle.

## Autres œuvres
- Le Mariage de la Vierge, 1530-1535, huile sur panneau, 78 × 74 cm, Galerie Michel Descours, Lyon. Provient d'une collection particulière à Saragosse. Attribué à Soreda par José Gudiol[14].
- Descente de la croix, 1535-1537, huile sur bois, 110 × 85 cm. Olivares de Duero (Valladolid), église de San Pelayo (retable majeur).
- Saint Christophe et saint Nicolas de Bari, Panneau de noyer, 27 × 25 cm, Vente Tajan 24 juin 2004

Attribuées à Topaz
- Présentation au Temple, église de San Pedro, Soria
- Vierge à l'enfant, musée de la cathédrale Burgo de Osma
- Vierge à l'enfant, musée des beaux-arts de Dijon
- Prédelle, Musée Lázaro Galdiano
- Sibylles, église de la Trinité, Atienza

## Bibliografía
- (es) Cet article est partiellement ou en totalité issu de l’article de Wikipédia en espagnol intitulé « Juan Soreda » (voir la liste des auteurs).
- Ávila, Ana, «Juan Soreda y no Juan de Pereda. Nuevas noticias documentales e iconográficas», Archivo Español de Arte, LII, 208 (1979), págs. 405-424.
- Ávila, Ana, «Influencia de Rafael en la pintura española del Renacimiento», catálogo de la exposición Rafael en España, Madrid, Museo del Prado, 1985.
- Ávila, Ana, Imágenes y símbolos, Barcelona, Anthropos, 1993,  (ISBN 84-7658-417-2)
- Las edades del hombre. El arte en la iglesia de Castilla y León, catálogo de la exposición, Valladolid, 1988,  (ISBN 84-505-7998-8)
- Las edades del hombre. El contrapunto y su morada, catálogo de la exposición, Salamanca, 1993,  (ISBN 84-88265-03-4)
- Ramos Gómez, F. Javier, «Juan Soreda y las tablas del antiguo retablo de Luzón (Guadalajara)», Archivo Español de Arte, LXXV, 299 (2002), págs. 293-334.